# Spartan South Midlands Football League
Spartan South Midlands Football League je anglická fotbalová liga pokrývající hrabství Hertfordshire, severozápad Greater London, centrální Buckinghamshire a jižní Bedfordshire. Týmy z ní postupují do Southern Football League nebo Isthmian League. Skládá se z pěti divizí – Premier Division, Division One a Division Two, Reserve Division One a Reserve Division Two).
Divize Premier Division pátou a Division One šestou ligou v systému anglické ligy (NLS). Division Two je na úrovni 11. a záložní divize nejsou součástí NLS.